# Münchener Freiheit (Band)
Münchener Freiheit ist eine deutsche Musikgruppe aus München.

## Bandgeschichte
Die Band Münchener Freiheit wurde am 4. Oktober 1980 von Sänger und Keyboarder Stefan Zauner (* 30. Juni 1952 in Göttingen) und Gitarrist Aron Strobel (* 26. Januar 1958 in Schwäbisch Gmünd-Bargau) gegründet und ist nach einem gleichnamigen Café in München benannt. Zauner hatte zuvor bei Amon Düül 2 mitgewirkt. Weitere Mitglieder der Band sind Michael Kunzi (* 27. August 1958 in Stuttgart), Alexander Grünwald (* 7. September 1954 in Mindelheim) und Renard Henry Hatzke (* 30. November 1955 in Edmonton, Provinz Alberta, Kanada).
Erste Achtungserfolge erzielte die Band mit den noch stark von der Neuen Deutschen Welle beeinflussten Alben Umsteiger und Licht. 1984 schaffte es die Band mit dem Lied Oh Baby vom Album Herzschlag einer Stadt erstmals in die Charts. Die Band präsentierte alle drei Singles des Albums in der ZDF-Hitparade und mit SOS konnte sie im Februar 1985 diese gewinnen. Der große Durchbruch kam dann 1986: Die Single Ohne dich (schlaf ich heut Nacht nicht ein) stand wochenlang in den deutschen Top 10 und kletterte in der Schweiz und Österreich sogar an die Spitze der Charts. Es folgten weitere Hits wie Tausendmal du und So lang’ man Träume noch leben kann und mehrere vergoldete Alben, darunter Von Anfang an und Traumziel (beide 1986). Prägend war insbesondere die Zusammenarbeit der Band mit dem Schweizer Produzenten Armand Volker, der den typischen Sound der Band schuf, der sich durch aufwändige (bis zu hundertspurige) Gesangsaufnahmen auszeichnet. Die Songs wurden zu dieser Zeit meist gemeinsam von Zauner und Strobel komponiert.
Dies galt auch 1988 für Fantasie, den größten Album-Charterfolg der Band (Platz vier der deutschen Albumcharts). Nachdem die Gruppe dann mit dem zur selben Zeit veröffentlichten Album Fantasy mit englischen Texten auch international erfolgreich war (Bandname: Freiheit, Charterfolg: Keeping the Dream Alive, Platz 14, Anfang 1989), wurde es in den 1990er-Jahren ruhiger um die Band. Der letzte große Hit war 1992 die Hubert-Kah-Komposition Liebe auf den ersten Blick.
1993 vertrat die Band Deutschland beim Eurovision Song Contest. Ihr Titel Viel zu weit kam in Millstreet jedoch nur auf Platz 18.
Von Mitte der 1990er-Jahre bis 2010 wurden die Songs meist von Stefan Zauner produziert.
Im Herbst 2008 wurde der Hit Ohne dich der Münchener Freiheit in das Buch Die 100 Schlager des Jahrhunderts aufgenommen.
Groß angelegte Werbekampagnen bei Sat.1 sowie für das Produkt Alice der Firma HanseNet sorgten 2009 für ein Comeback. Erstmals nach 18 Jahren schaffte eine Single der Münchener Freiheit wieder den Einstieg in die Top 50 der deutschen Charts. Das Album Eigene Wege erreichte die Top 10.
Im Oktober 2010 feierte die Münchener Freiheit ihr 30-jähriges Bandjubiläum. Dazu erschienen ein neues Studioalbum mit dem Titel Ohne Limit sowie die Single daraus Seit der Nacht. Des Weiteren gab es eine erweiterte Neuauflage des Best-of-Albums Alle Jahre – alle Hits, das mit den Singles, die nach der ersten Veröffentlichung erschienen sind, vervollständigt wurde. Ebenfalls wurden alle alten Alben jeweils in Zweier-Sets wiederveröffentlicht.
Im November 2011 wurde bekannt, dass Sänger und Gründungsmitglied Stefan Zauner die Band verlassen hatte, um sich zukünftig eigenen Projekten zu widmen. Als neuer Sänger wurde Stephan Thielen verpflichtet, der mit der Band Alben produzieren und auf Konzerten auftreten sollte. Jedoch musste sich der designierte neue Sänger wegen massiver Stimmbandprobleme wieder aus der Band zurückziehen. Kurz darauf wurde Tim Wilhelm als neuer Sänger der Band gefunden. Tim Wilhelm hat eine klassische Gesangsausbildung und ist Schauspieler. Durch einige Studioproduktionen ist Wilhelm der Band schon seit längerer Zeit bekannt.
Stefan Zauner hat drei Solo-CDs veröffentlicht: Zeitgefühl, FABELhaft und Mensch ärger dich nicht.
Am 25. Oktober 2013 erschien das Album Mehr, die Single Meergefühl wurde am 27. September 2013 veröffentlicht und war in vielen Airplay-Charts unter den Top 10 zu finden. Das erste Album mit dem neuen Sänger Tim Wilhelm wurde in zwei Versionen veröffentlicht: Als normale CD und als Limited-Edition mit den zehn größten Hits, neu eingesungen von Tim Wilhelm.
Am 14. Oktober 2016 erschien das Album Schwerelos mit zehn neuen Titeln.

## Kooperationen und Projekte
- 1985: beteiligte sich die Band am Hilfsprojekt Band für Afrika.
- 1991: nahmen Zauner und Strobel unter dem Namen Deuces Wild das Album Living in the Sun auf. Die erste Single This Boy, eine Coverversion des gleichnamigen Beatles-Titels, erreichte Platz 80 der deutschen Charts.
- 1992: komponierten und produzierten Zauner und Strobel auch das einzige und gleichnamige Album des Duos Charade, das aus der Schauspielerin Nadeshda Brennicke und Jennifer Wippich, der Tochter des Sängers der Band Randy Pie, Bernd Wippich, bestand. Die beiden ersten Single-Auskopplungen All of You und The Colour of Your Eyes erreichten in den deutschen Charts Platz 67 bzw. 60.
- 1997: nahm die Band gemeinsam mit dem Dance-Trio Mr. President die Single Where Do I Belong auf.
- 2010: nahm der Sänger Jay Del Alma eine spanische Version von Ohne dich zusammen mit der Band auf.

Bassist Michael Kunzi ist Mitglied des Produktionsteams Tuneverse, welches bereits Songs für Sandra (Put Some 80ies in It) und Monrose (Like a Lady) produzierte und schrieb.

## Stil
Die Münchener Freiheit ist schwer in ein musikalisches Genre einzuordnen. Während die aus der Zeit der Neuen Deutschen Welle stammende Band in den 1980er- und frühen 1990er-Jahren eher als Popband gesehen wurde und regelmäßig in Jugendmagazinen wie etwa der Bravo und in TV-Sendungen wie Formel Eins und Wetten, dass …? auftauchte, tritt sie seit Mitte der 1990er-Jahre fast nur noch in Schlagersendungen auf. Ebenso verhält es sich mit dem Hörfunk: Wurden ihre Hits früher vorwiegend in den Rock-/Pop-Sendern gespielt, so tauchen sie heute zumindest mit ihren aktuellen Produktionen vorwiegend in den Schlagersendern (NDR 1, SWR4 usw.) auf. Deutlich sind nach wie vor Einflüsse der Beatles sowie von den Beach Boys und dem Electric Light Orchestra. Live schlägt die Band rockigere Töne als bei ihren Studioaufnahmen an.

## Diskografie
Studioalben

| Jahr | Titel                      | Höchstplatzierung, Gesamtwochen, AuszeichnungChartplatzierungen (Jahr, Titel, Platzierungen, Wochen, Auszeichnungen, Anmerkungen) | Höchstplatzierung, Gesamtwochen, AuszeichnungChartplatzierungen (Jahr, Titel, Platzierungen, Wochen, Auszeichnungen, Anmerkungen) | Höchstplatzierung, Gesamtwochen, AuszeichnungChartplatzierungen (Jahr, Titel, Platzierungen, Wochen, Auszeichnungen, Anmerkungen) | Anmerkungen                                             |
| Jahr | Titel                      | DE | AT | CH | Anmerkungen                                             |
| ---- | -------------------------- | --- | --- | --- | ------------------------------------------------------- |
| 1982 | Umsteiger                  | — | — | — | Veröffentlichung: 16. April 1982                        |
| 1983 | Licht                      | — | — | — | Veröffentlichung: Mai 1983                              |
| 1984 | Herzschlag einer Stadt     | — | — | — | Veröffentlichung: 9. November 1984                      |
| 1986 | Traumziel                  | DE15 Gold · (34 Wo.)DE | — | — | Veröffentlichung: 14. November 1986 Verkäufe: + 250.000 |
| 1988 | Fantasie                   | DE4 Gold · (27 Wo.)DE | AT29 (29 Wo.)AT | CH14 (4 Wo.)CH | Veröffentlichung: 23. März 1988 Verkäufe: + 250.000     |
| 1989 | Purpurmond                 | DE17 Gold · (29 Wo.)DE | — | — | Veröffentlichung: 29. November 1989 Verkäufe: + 250.000 |
| 1992 | Liebe auf den ersten Blick | DE7 Gold · (22 Wo.)DE | AT21 (21 Wo.)AT | CH38 (1 Wo.)CH | Veröffentlichung: 13. Januar 1992 Verkäufe: + 250.000   |
| 1994 | Energie                    | DE28 (10 Wo.)DE | — | — | Veröffentlichung: 16. Februar 1994                      |
| 1996 | Entführ mich               | — | — | — | Veröffentlichung: 11. Oktober 1996                      |
| 1998 | Schatten                   | — | — | — | Veröffentlichung: 16. Oktober 1998                      |
| 2000 | Freiheit die ich meine     | DE46 (3 Wo.)DE | — | — | Veröffentlichung: 10. April 2000                        |
| 2002 | Wachgeküsst                | DE76 (1 Wo.)DE | — | — | Veröffentlichung: 3. Juni 2002                          |
| 2003 | Zeitmaschine               | DE85 (1 Wo.)DE | — | — | Veröffentlichung: 21. Juli 2003                         |
| 2004 | Geile Zeit                 | DE82 (1 Wo.)DE | — | — | Veröffentlichung: 22. November 2004                     |
| 2007 | XVII                       | DE57 (1 Wo.)DE | — | — | Veröffentlichung: 9. Februar 2007                       |
| 2009 | Eigene Wege                | DE10 (8 Wo.)DE | — | — | Veröffentlichung: 20. März 2009                         |
| 2010 | Ohne Limit                 | DE60 (1 Wo.)DE | — | — | Veröffentlichung: 1. Oktober 2010                       |
| 2013 | Mehr                       | — | — | — | Veröffentlichung: 25. Oktober 2013                      |
| 2016 | Schwerelos                 | — | — | — | Veröffentlichung: 14. Oktober 2016                      |

grau schraffiert: keine Chartdaten aus diesem Jahr verfügbar

## Auszeichnungen
Berolina
- 1987

Goldene Europa
- 1986

Goldene Stimmgabel
- 1986, 1987, 1990, 1992

RSH-Gold
- 1988